# Beta Sagittae
Beta Sagittae (β Sge / 6 Sagittae / HD 185958) és un estel de magnitud aparent +4,39. Malgrat tenir la denominació de Bayer «Beta», és només el quart estel més brillant de la constel·lació de Sageta, la fletxa. Es troba a 440 anys llum del Sistema Solar.
Beta Sagittae és una gegant groga de tipus espectral G8IIIa amb una temperatura efectiva de 4860 K. Té una lluminositat 429 vegades major que la del Sol però la seva grandària és incerta; mentre que d'acord amb la teoria d'estructura estel·lar el seu radi és 29 vegades més gran que el radi solar, la mesura directa del seu diàmetre angular condueix a un valor 64 vegades major que el del Sol. Gira sobre si mateixa amb una velocitat de rotació igual o major de 9 km/s, podent ser el seu període de rotació de fins a 160 dies. Té una massa 4,3 vegades major que la massa solar i la seva edat s'estima en 130 milions d'anys.
Beta Sagittae va començar la seva vida com un calent estel de la seqüència principal de tipus B mitjà. Es pensa que en l'actualitat fusiona heli en carboni i oxigen. Té una metal·licitat molt semblant a la solar ([Fe/H] = +0,02) però mostra, no obstant això, un enriquiment de cianogen (CN), molècula abundant en l'atmosfera de gegants fredes. Això suggereix que el nitrogen ha ascendit per convecció des del nucli intern fins a la superfície.